# ميكا أوزاوا
ميكا أوزاوا (باليابانية: 小澤美夏؛ بالكانا: おざわ みか) هي متزلجة على مسار قصير يابانية، ولدت في 9 أغسطس 1985 في شيوجيري في اليابان.

## وصلات خارجية
- ميكا أوزاوا على موقع SpeedSkatingBase.eu (الإنجليزية)
- ميكا أوزاوا على موقع ShortTrackOnLine.info (الإنجليزية)
- ميكا أوزاوا على موقع اللجنة الأولمبية الدولية (الإنجليزية)
- ميكا أوزاوا على موقع أوليمبيديا (الإنجليزية)